# Drassodella
Genre
Drassodella est un genre d'araignées aranéomorphes de la famille des Gallieniellidae.

## Distribution
Les espèces de ce genre sont endémiques d'Afrique du Sud.

## Liste des espèces
Selon World Spider Catalog (version 20.0, 11/04/2019) :
- Drassodella amatola Mbo & Haddad, 2019
- Drassodella aurostriata Mbo & Haddad, 2019
- Drassodella baviaans Mbo & Haddad, 2019
- Drassodella flava Mbo & Haddad, 2019
- Drassodella guttata Mbo & Haddad, 2019
- Drassodella lotzi Mbo & Haddad, 2019
- Drassodella maculata Mbo & Haddad, 2019
- Drassodella melana Tucker, 1923
- Drassodella montana Mbo & Haddad, 2019
- Drassodella purcelli Tucker, 1923
- Drassodella quinquelabecula Tucker, 1923
- Drassodella salisburyi Hewitt, 1916
- Drassodella septemmaculata (Strand, 1909)
- Drassodella tenebrosa Lawrence, 1938
- Drassodella tolkieni Mbo & Haddad, 2019
- Drassodella transversa Mbo & Haddad, 2019
- Drassodella trilineata Mbo & Haddad, 2019
- Drassodella vasivulva Tucker, 1923
- Drassodella venda Mbo & Haddad, 2019

## Publication originale
- Hewitt, 1916 : Descriptions of new South African spiders. Annals of the Transvaal Museum, vol. 5, no 3, p. 180-213 (texte intégral).